# Лев, Исраэль Авраам
Лев Исраэль Авраам (1845, Волковыск, Гродненской губернии — 1920, Тель-Авив) — промышленник, общественный деятель. Один из основателей педагогического колледжа движения «Мизрахи» в Иерусалиме.

## Биография
Родился в семье богатого купца, общественного деятеля и филантропа Арье-Иехуды-Лейба Лева. Получил традиционное еврейское религиозное образование. Был одним из крупных нефтепромышленников в России. Во всех городах, где он проживал (Баку, Саратов, Рязань и Киев) активно участвовал в жизни еврейской общины, системе еврейского образования, распространении языка иврит, а также в деятельности палестинофильских, а затем сионистских организаций.

В 1911 эмигрировал в Эрец-Исраэль. Принимал активное участие в строительстве Тель-Авива. Возглавлял общественный совет гимназии «Герцлия». В 1919 член высшего органа еврейского самоуправления Временного Совета евреев Эрец-Исраэль. Входил в состав Верховного Суда Эрец-Исраэль.

Его именем названа улица в Тель-Авиве.